# بوب هاريسون (كرة سلة)
بوب هاريسون (بالإنجليزية: Bob Harrison)‏ مواليد 12 أغسطس 1927 في توليدو، هو مدرب كرة سلة أمريكي ولاعب معتزل. بدأ مسيرته الاحترافية في سنة 1949. تم اختياره من قبل فريق لوس أنجلوس ليكرز خلال الدرافت. بلغ طوله 6 قدم 1 بوصة (1.9 م). اعتزل اللعب في 1958. فاز بلقب دوري إن بي إيه.

## المسيرة الاحترافية
لعب مع لوس أنجلوس ليكرز من سنة 1949 إلى 1954، ثم لعب مع أتلانتا هوكس من سنة 1953 إلى 1956، ثم لعب مع فيلادلفيا سفنتي سيكسرز من سنة 1956 إلى 1958.

## روابط خارجية
- بوب هاريسون على موقع إن بي أي (الإنجليزية)
- بوب هاريسون على موقع سبورتس رفرنس (الإنجليزية)
- بوب هاريسون على موقع كلية كرة السلة في سبورتس رفرنس.كوم (الإنجليزية)
- بوب هاريسون على موقع ريلجم (الإنجليزية)
- بوب هاريسون على موقع بروبوليرز (الإنجليزية)
- بوب هاريسون على موقع كلية كرة السلة في سبورتس رفرنس.كوم (الإنجليزية)